# All Black Peak
Der All Black Peak ist ein 2025 m hoher Berg, der zu den Bowers Mountains im nördlichen Viktorialand gehört. Er ragt dort als höchste Erhebung der Crown Hills am südöstlichen Ende der Lanterman Range an der Ostflanke des Johnstone-Gletschers auf.
Das New Zealand Antarctic Place-Names Committee benannte ihn 1983 auf Vorschlag des Geologen Malcom Gordon Laird (1935–2015) nach seinem schwarzen Gestein.